# 荒川橋梁 (武蔵野線)
荒川橋梁（あらかわきょうりょう）は、埼玉県朝霞市上内間木を流れる荒川と、荒川第一調節池に架かる東日本旅客鉄道（JR東日本）武蔵野線の鉄道橋である。荒川鉄橋（あらかわてっきょう）とも呼ばれる。左岸側の河川改修される前の鴨川が流れていた旧流路より東側はさいたま市桜区大字田島の区域に掛かる。

## 概要
荒川の河口から33.6 kmの地点で、西浦和駅・北朝霞駅の間を流れる荒川に架かる。東日本旅客鉄道が橋を管理している。
総延長1,292メートルの橋梁で、武蔵野線開業当時は東海道新幹線の三島駅（当時、現在は新富士駅）と静岡駅の間を流れる富士川に架かる富士川橋梁の橋長1,373メートルに次ぐ長さで、関西国際空港連絡橋が完成するまでの間、在来線としては最長の橋梁であった。現在でも河川に架かる橋梁としては在来線では最長の橋梁である。JR東日本の管内でも第1北上川橋梁、烏川橋梁に次ぎ、3番目に長い橋梁である。
橋梁は右岸側7径間が橋長499.400メートル、支間長70.000メートル、幅員8.500メートルの複線下路式平行弦ワーレントラス橋で、トラス橋以外は1径間の長さが40.700メートル、支間長40.0メートルの開床式上路ボックスガーダー橋である。トラス橋、ボックスガーダー橋ともキャットウォーク（保線作業用の歩道）、および橋梁の両側に防風柵（防風ネット）が設置されている。

## 歴史

### 開通まで
橋梁は1968年（昭和43年）10月起工した。起業者は日本鉄道建設公団で、橋梁の施工はトラス橋を4径間を横河橋梁製作所（現、横河ブリッジ）、3径間を滝上工業株式会社が行い、ボックスガーダー橋を汽車製造が行った。また。橋梁の架設は横河橋梁製作所が「はね出し工法」により行った。橋梁は総工費10億7688万5千円をかけて1970年（昭和45年）6月竣工し、1973年（昭和48年）4月に国鉄武蔵野線の開通に合わせて供用が開始された。

### 開通後の運用
1987年（昭和62年）4月1日に橋梁は国鉄分割民営化により東日本旅客鉄道（JR東日本）に継承された。架設当初は左岸側から見て荒川を渡るやや手前で荒川の旧河道上を流れる鴨川を渡っていた。荒川第一調節池の工事によりさくらそう水門が設置されて現在の直線的に流れ、橋の上流側で合流するように改修され、鴨川を渡らなくなった。
2006年（平成18年）12月1日に荒川橋梁がある北朝霞・西浦和間に強風警報システムが導入され、2009年（平成21年）12月下流側に列車に作用する横風を低減する高さ2 m（レール面基準）の有孔鋼板製の防風柵（防風ネット）が、設置されるなどの強風対策が実施された。この防風柵は2010年（平成22年）8月に上流側にも設置され、強風対策が強化されている。

## 周辺
河川敷は左岸側が広く、その広い河川敷を利用した都市公園などのレクレーション施設の他、荒川第一調節池や囲繞堤などの治水施設がある。当橋梁のすぐ下流側は戸田市の市域が近い。
- 田島ヶ原サクラソウ自生地（さいたま市営さくら草公園） - 国の特別天然記念物
- 荒川第一調節池（彩湖）
- さいたま市営荒川彩湖公園・戸田市営彩湖・道満グリーンパーク
- 昭和水門
- さくら草水門 - 鴨川の河川改修に伴い設置された。
- 秋ヶ瀬公園
- 西浦和駅
- さいたま市立田島小学校
- さいたま市立田島中学校
- 朝霞パブリックコースゴルフ場
- 荒川サイクリングロード

## その他
- 当橋梁の右岸上流側に荒川の多目的利用計画の一環として秋ヶ瀬桟橋が建設され[4]、「荒川水上バス」の東京水辺ライン・クイーンメリッサを運航している時期があった[13]。
- 当橋梁の周辺でアゴヒゲアザラシのタマちゃんが出没し、マスコミが報道する時期があった。

## 風景

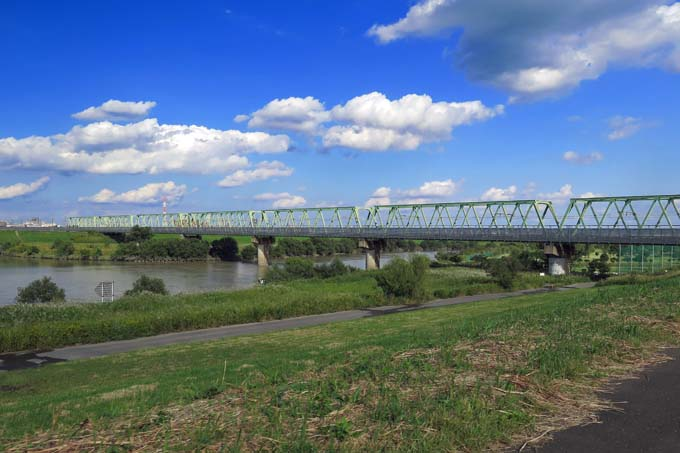
右岸上流側より望む。
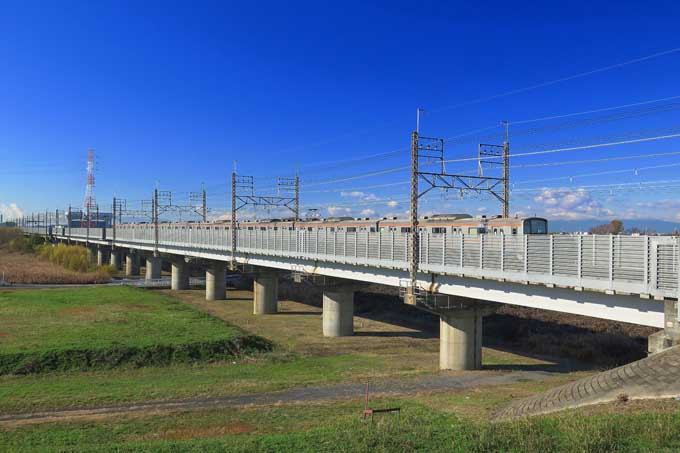
ボックスガーダー橋。左岸下流側より望む。

## 隣の橋
- 荒川

（上流） - 羽根倉橋 - 秋ヶ瀬橋 - 荒川橋梁 - 幸魂大橋 - 笹目橋 - （下流）